# FA Cup 1954-1955
La FA Cup 1954-1955 fu la 74ª edizione della più antica competizione ad eliminazione diretta del mondo, la coppa nazionale inglese conosciuta come FA Cup. Il Newcastle United vinse per la sesta volta la competizione.

## Calendario
| Turno                           | Data                     |
| ------------------------------- | ------------------------ |
| Turno preliminare               | sabato 11 settembre 1954 |
| Primo turno di qualificazione   | sabato 25 settembre 1954 |
| Secondo turno di qualificazione | sabato 9 ottobre 1954    |
| Terzo turno di qualificazione   | sabato 23 ottobre 1954   |
| Quarto turno di qualificazione  | sabato 6 novembre 1954   |
| Primo turno                     | sabato 20 novembre 1954  |
| Secondo turno                   | sabato 11 dicembre 1954  |
| Terzo turno                     | sabato 8 gennaio 1955    |
| quarto turno                    | sabato 29 gennaio 1955   |
| Quinto turno                    | sabato 19 febbraio 1955  |
| Sesto turno                     | sabato 12 marzo 1955     |
| Semifinali                      | sabato 26 marzo 1955     |
| Finale                          | sabato 7 maggio 1955     |

## Primo turno
| N°          | Casa                   | Punteggio | Trasferta              | Data             |
| ----------- | ---------------------- | --------- | ---------------------- | ---------------- |
| 1           | Barnet                 | 1-4       | Southampton            | 20 novembre 1954 |
| 2           | Barrow                 | 1-1       | Darlington             | 20 novembre 1954 |
| Ripetizione | Darlington             | 2-1       | Barrow                 | 24 novembre 1954 |
| 3           | Bristol City           | 1-2       | Southend United        | 20 novembre 1954 |
| 4           | Dorchester Town        | 2-0       | Bedford Town           | 20 novembre 1954 |
| 5           | Reading                | 3-3       | Colchester United      | 20 novembre 1954 |
| Ripetizione | Colchester United      | 1-2       | Reading                | 25 novembre 1954 |
| 6           | Walsall                | 5-2       | Shrewsbury Town        | 20 novembre 1954 |
| 7           | Gillingham             | 2-0       | Newport County         | 20 novembre 1954 |
| 8           | Grimsby Town           | 2-1       | Halifax Town           | 20 novembre 1954 |
| 9           | Swindon Town           | 0-2       | Crystal Palace         | 20 novembre 1954 |
| 10          | Bishop Auckland        | 5-1       | Kettering Town         | 20 novembre 1954 |
| 11          | Tranmere Rovers        | 3-3       | Rochdale               | 20 novembre 1954 |
| Ripetizione | Rochdale               | 1-0       | Tranmere Rovers        | 23 novembre 1954 |
| 12          | Stockport County       | 0-1       | Carlisle United        | 20 novembre 1954 |
| 13          | Queens Park Rangers    | 2-2       | Walthamstow Avenue     | 20 novembre 1954 |
| Ripetizione | Walthamstow Avenue     | 2-2       | Queens Park Rangers    | 25 novembre 1954 |
| Ripetizione | Queens Park Rangers    | 0-4       | Walthamstow Avenue     | 29 novembre 1954 |
| 14          | Accrington Stanley     | 7-1       | Creswell Colliery      | 20 novembre 1954 |
| 15          | Barnsley               | 3-2       | Wigan Athletic         | 20 novembre 1954 |
| 16          | Brentford              | 2-1       | Nuneaton Borough       | 20 novembre 1954 |
| 17          | Crook Town             | 5-3       | Stanley United         | 20 novembre 1954 |
| 18          | Northampton Town       | 0-1       | Coventry City          | 20 novembre 1954 |
| 19          | Brighton & Hove Albion | 5-0       | Tunbridge Wells United | 20 novembre 1954 |
| 20          | Norwich City           | 4-2       | Headington United      | 20 novembre 1954 |
| 21          | Bradford City          | 3-1       | Mansfield Town         | 20 novembre 1954 |
| 22          | Millwall               | 3-2       | Exeter City            | 20 novembre 1954 |
| 23          | Oldham Athletic        | 1-0       | Crewe Alexandra        | 20 novembre 1954 |
| 24          | Frome Town             | 0-3       | Leyton Orient          | 20 novembre 1954 |
| 25          | Bradford Park Avenue   | 2-0       | Southport              | 20 novembre 1954 |
| 26          | Hartlepools United     | 1-0       | Chesterfield           | 20 novembre 1954 |
| 27          | Selby Town             | 2-1       | Rhyl                   | 20 novembre 1954 |
| 28          | Torquay United         | 4-0       | Cambridge United       | 20 novembre 1954 |
| 29          | Workington             | 5-1       | Hyde United            | 20 novembre 1954 |
| 30          | York City              | 3-2       | Scarborough            | 20 novembre 1954 |
| 31          | Netherfield (Kendal)   | 3-3       | Wrexham                | 20 novembre 1954 |
| Ripetizione | Wrexham                | 4-0       | Netherfield (Kendal)   | 24 novembre 1954 |
| 32          | Aldershot              | 3-1       | Chelmsford City        | 20 novembre 1954 |
| 33          | Horden CW              | 0-1       | Scunthorpe United      | 20 novembre 1954 |
| 34          | Gateshead              | 6-0       | Chester                | 20 novembre 1954 |
| 35          | Hounslow Town          | 2-4       | Hastings United        | 20 novembre 1954 |
| 36          | Boston United          | 1-1       | Blyth Spartans         | 20 novembre 1954 |
| Ripetizione | Blyth Spartans         | 5-4       | Boston United          | 24 novembre 1954 |
| 37          | Merthyr Tydfil         | 1-1       | Wellington Town        | 20 novembre 1954 |
| Ripetizione | Wellington Town        | 1-6       | Merthyr Tydfil         | 24 novembre 1954 |
| 38          | Hinckley Athletic      | 4-3       | Newport (IOW)          | 20 novembre 1954 |
| 39          | Barnstaple Town        | 1-4       | Bournemouth            | 20 novembre 1954 |
| 40          | Corby Town             | 0-2       | Watford                | 20 novembre 1954 |

## Secondo turno
| N°          | Casa                   | Punteggio | Trasferta              | Data             |
| ----------- | ---------------------- | --------- | ---------------------- | ---------------- |
| 1           | Bournemouth            | 1-0       | Oldham Athletic        | 11 dicembre 1954 |
| 2           | Dorchester Town        | 2-5       | York City              | 11 dicembre 1954 |
| 3           | Rochdale               | 2-1       | Hinckley Athletic      | 11 dicembre 1954 |
| 4           | Gillingham             | 1-1       | Reading                | 11 dicembre 1954 |
| Ripetizione | Reading                | 5-3       | Gillingham             | 13 dicembre 1954 |
| 5           | Grimsby Town           | 4-1       | Southampton            | 11 dicembre 1954 |
| 6           | Wrexham                | 1-2       | Walsall                | 11 dicembre 1954 |
| 7           | Brentford              | 4-1       | Crook Town             | 11 dicembre 1954 |
| 8           | Coventry City          | 4-0       | Scunthorpe United      | 11 dicembre 1954 |
| 9           | Norwich City           | 0-0       | Brighton & Hove Albion | 11 dicembre 1954 |
| Ripetizione | Brighton & Hove Albion | 5-1       | Norwich City           | 15 dicembre 1954 |
| 10          | Bradford City          | 7-1       | Merthyr Tydfil         | 11 dicembre 1954 |
| 11          | Millwall               | 3-2       | Accrington Stanley     | 11 dicembre 1954 |
| 12          | Carlisle United        | 2-2       | Watford                | 11 dicembre 1954 |
| Ripetizione | Watford                | 4-1       | Carlisle United        | 15 dicembre 1954 |
| 13          | Crystal Palace         | 2-4       | Bishop Auckland        | 11 dicembre 1954 |
| 14          | Bradford Park Avenue   | 2-3       | Southend United        | 11 dicembre 1954 |
| 15          | Hartlepools United     | 4-0       | Aldershot              | 11 dicembre 1954 |
| 16          | Blyth Spartans         | 1-3       | Torquay United         | 11 dicembre 1954 |
| 17          | Selby Town             | 0-2       | Hastings United        | 11 dicembre 1954 |
| 18          | Walthamstow Avenue     | 0-3       | Darlington             | 11 dicembre 1954 |
| 19          | Gateshead              | 3-3       | Barnsley               | 11 dicembre 1954 |
| Ripetizione | Barnsley               | 0-1       | Gateshead              | 16 dicembre 1954 |
| 20          | Leyton Orient          | 0-1       | Workington             | 11 dicembre 1954 |

## Terzo turno
| N°          | Casa                   | Punteggio | Trasferta               | Data            |
| ----------- | ---------------------- | --------- | ----------------------- | --------------- |
| 1           | Blackpool              | 0-2       | York City               | 8 gennaio 1955  |
| 2           | Bournemouth            | 0-1       | West Bromwich Albion    | 8 gennaio 1955  |
| 3           | Bury                   | 1-1       | Stoke City              | 8 gennaio 1955  |
| Ripetizione | Stoke City             | 1-1       | Bury                    | 12 gennaio 1955 |
| Ripetizione | Bury                   | 3-3       | Stoke City              | 17 gennaio 1955 |
| Ripetizione | Stoke City             | 2-2       | Bury                    | 19 gennaio 1955 |
| Ripetizione | Bury                   | 2-3       | Stoke City              | 24 gennaio 1955 |
| 4           | Rochdale               | 1-3       | Charlton Athletic       | 8 gennaio 1955  |
| 5           | Watford                | 1-2       | Doncaster Rovers        | 8 gennaio 1955  |
| 6           | Reading                | 1-1       | Manchester United       | 8 gennaio 1955  |
| Ripetizione | Manchester United      | 4-1       | Reading                 | 12 gennaio 1955 |
| 7           | Blackburn              | 0-2       | Swansea Town            | 8 gennaio 1955  |
| 8           | Sheffield Wednesday    | 2-1       | Hastings United         | 8 gennaio 1955  |
| 9           | Bolton Wanderers       | 3-1       | Millwall                | 8 gennaio 1955  |
| 10          | Grimsby Town           | 2-5       | Wolverhampton Wanderers | 8 gennaio 1955  |
| 11          | Middlesbrough          | 1-4       | Notts County            | 8 gennaio 1955  |
| 12          | Sunderland             | 1-0       | Burnley                 | 8 gennaio 1955  |
| 13          | Derby County           | 1-3       | Manchester City         | 8 gennaio 1955  |
| 14          | Lincoln City           | 1-1       | Liverpool               | 8 gennaio 1955  |
| Ripetizione | Liverpool              | 1-0       | Lincoln City            | 12 gennaio 1955 |
| 15          | Luton Town             | 5-0       | Workington              | 8 gennaio 1955  |
| 16          | Everton                | 3-1       | Southend United         | 8 gennaio 1955  |
| 17          | Sheffield United       | 1-3       | Nottingham Forest       | 8 gennaio 1955  |
| 18          | Ipswich Town           | 2-2       | Bishop Auckland         | 8 gennaio 1955  |
| Ripetizione | Bishop Auckland        | 3-0       | Ipswich Town            | 12 gennaio 1955 |
| 19          | Fulham                 | 2-3       | Preston North End       | 8 gennaio 1955  |
| 20          | Brentford              | 1-1       | Bradford City           | 8 gennaio 1955  |
| Ripetizione | Bradford City          | 2-2       | Brentford               | 12 gennaio 1955 |
| Ripetizione | Brentford              | 1-0       | Bradford City           | 20 gennaio 1955 |
| 21          | Bristol Rovers         | 2-1       | Portsmouth              | 8 gennaio 1955  |
| 22          | West Ham United        | 2-2       | Port Vale               | 8 gennaio 1955  |
| Ripetizione | Port Vale              | 3-1       | West Ham United         | 10 gennaio 1955 |
| 23          | Brighton & Hove Albion | 2-2       | Aston Villa             | 8 gennaio 1955  |
| Ripetizione | Aston Villa            | 4-2       | Brighton & Hove Albion  | 10 gennaio 1955 |
| 24          | Plymouth Argyle        | 0-1       | Newcastle United        | 8 gennaio 1955  |
| 25          | Hull City              | 0-2       | Birmingham City         | 8 gennaio 1955  |
| 26          | Chelsea                | 2-0       | Walsall                 | 8 gennaio 1955  |
| 27          | Hartlepools United     | 1-1       | Darlington              | 8 gennaio 1955  |
| Ripetizione | Darlington             | 2-2       | Hartlepools United      | 12 gennaio 1955 |
| Ripetizione | Hartlepools United     | 2-0       | Darlington              | 17 gennaio 1955 |
| 28          | Huddersfield Town      | 3-3       | Coventry City           | 8 gennaio 1955  |
| Ripetizione | Coventry City          | 1-2       | Huddersfield Town       | 13 gennaio 1955 |
| 29          | Arsenal                | 1-0       | Cardiff City            | 8 gennaio 1955  |
| 30          | Leeds United           | 2-2       | Torquay United          | 8 gennaio 1955  |
| Ripetizione | Torquay United         | 4-0       | Leeds United            | 12 gennaio 1955 |
| 31          | Rotherham United       | 1-0       | Leicester City          | 8 gennaio 1955  |
| 32          | Gateshead              | 0-2       | Tottenham Hotspur       | 8 gennaio 1955  |

## Quarto turno
| N°          | Casa                    | Punteggio | Trasferta           | Data             |
| ----------- | ----------------------- | --------- | ------------------- | ---------------- |
| 1           | Preston North End       | 3-3       | Sunderland          | 29 gennaio 1955  |
| Ripetizione | Sunderland              | 2-0       | Preston North End   | 2 febbraio 1955  |
| 2           | Sheffield Wednesday     | 1-1       | Notts County        | 29 gennaio 1955  |
| Ripetizione | Notts County            | 1-0       | Sheffield Wednesday | 3 febbraio 1955  |
| 3           | Wolverhampton Wanderers | 1-0       | Arsenal             | 29 gennaio 1955  |
| 4           | West Bromwich Albion    | 2-4       | Charlton Athletic   | 29 gennaio 1955  |
| 5           | Everton                 | 0-4       | Liverpool           | 29 gennaio 1955  |
| 6           | Doncaster Rovers        | 0-0       | Aston Villa         | 29 gennaio 1955  |
| Ripetizione | Aston Villa             | 2-2       | Doncaster Rovers    | 2 febbraio 1955  |
| Ripetizione | Doncaster Rovers        | 1-1       | Aston Villa         | 7 febbraio 1955  |
| Ripetizione | Aston Villa             | 0-0       | Doncaster Rovers    | 14 febbraio 1955 |
| Ripetizione | Doncaster Rovers        | 3-1       | Aston Villa         | 15 febbraio 1955 |
| 7           | Bishop Auckland         | 1-3       | York City           | 29 gennaio 1955  |
| 8           | Newcastle United        | 3-2       | Brentford           | 29 gennaio 1955  |
| 9           | Tottenham Hotspur       | 4-2       | Port Vale           | 29 gennaio 1955  |
| 10          | Manchester City         | 2-0       | Manchester United   | 29 gennaio 1955  |
| 11          | Bristol Rovers          | 1-3       | Chelsea             | 29 gennaio 1955  |
| 12          | Hartlepools United      | 1-1       | Nottingham Forest   | 29 gennaio 1955  |
| Ripetizione | Nottingham Forest       | 2-1       | Hartlepools United  | 2 febbraio 1955  |
| 13          | Swansea Town            | 3-1       | Stoke City          | 29 gennaio 1955  |
| 14          | Torquay United          | 0-1       | Huddersfield Town   | 29 gennaio 1955  |
| 15          | Rotherham United        | 1-5       | Luton Town          | 29 gennaio 1955  |
| 16          | Birmingham City         | 2-1       | Bolton Wanderers    | 29 gennaio 1955  |

## Quinto turno
| N°          | Casa                    | Punteggio | Trasferta         | Data             |
| ----------- | ----------------------- | --------- | ----------------- | ---------------- |
| 1           | Liverpool               | 0-2       | Huddersfield Town | 19 febbraio 1955 |
| 2           | Notts County            | 1-0       | Chelsea           | 19 febbraio 1955 |
| 3           | Nottingham Forest       | 1-1       | Newcastle United  | 19 febbraio 1955 |
| Ripetizione | Newcastle United        | 2-2       | Nottingham Forest | 28 febbraio 1955 |
| Ripetizione | Newcastle United        | 2-1       | Nottingham Forest | 2 marzo 1955     |
| 4           | Wolverhampton Wanderers | 4-1       | Charlton Athletic | 19 febbraio 1955 |
| 5           | Luton Town              | 0-2       | Manchester City   | 19 febbraio 1955 |
| 6           | Swansea Town            | 2-2       | Sunderland        | 19 febbraio 1955 |
| Ripetizione | Sunderland              | 1-0       | Swansea Town      | 23 febbraio 1955 |
| 7           | York City               | 3-1       | Tottenham Hotspur | 19 febbraio 1955 |
| 8           | Birmingham City         | 2-1       | Doncaster Rovers  | 19 febbraio 1955 |

## Sesto turno
| N°          | Casa              | Punteggio | Trasferta               | Data          |
| ----------- | ----------------- | --------- | ----------------------- | ------------- |
| 1           | Notts County      | 0-1       | York City               | 12 marzo 1955 |
| 2           | Sunderland        | 2-0       | Wolverhampton Wanderers | 12 marzo 1955 |
| 3           | Huddersfield Town | 1-1       | Newcastle United        | 12 marzo 1955 |
| Ripetizione | Newcastle United  | 2-0       | Huddersfield Town       | 16 marzo 1955 |
| 4           | Birmingham City   | 0-1       | Manchester City         | 12 marzo 1955 |

## Semifinali
| Sheffield 26 marzo 1955, ore 15:00 | Newcastle | 1 – 1 | York City | Hillsborough |

Ripetizione
| Sunderland 30 marzo 1955, ore 19:45 | York City | 0 – 2 | Newcastle | Roker Park |

| Birmingham 26 marzo 1955, ore 15:00      | Manchester City | 1 – 0 | Sunderland | Villa Park |
| \| \| \| \| \| Clarke \| Marcatori \| \| |                 |       |            |            |
|                                          |                 |       |            |            |
| Clarke                                   | Marcatori       |       |            |            |

## Finale
| Arbitro: | Reg Leafe |

|                            |           |           |
| Milburn 1’ Mitchell Hannah | Marcatori | Johnstone |

| Newcastle United | Manchester City |